# Noctua connuba
Noctua connuba là một loài bướm đêm trong họ Noctuidae.